# Canet de Mar (kommunhuvudort)
Canet de Mar är en kommunhuvudort i Spanien.   Den ligger i provinsen Província de Barcelona och regionen Katalonien, i den östra delen av landet, 500 km öster om huvudstaden Madrid. Canet de Mar ligger 31 meter över havet och antalet invånare är 13 548.
Terrängen runt Canet de Mar är kuperad åt nordväst, men söderut är den platt. Havet är nära Canet de Mar åt sydost.  Närmaste större samhälle är Mataró, 12,6 km väster om Canet de Mar. 